# Lăng Đông Minh Vương
Lăng Đông Minh Vương là một lăng mộ nằm gần xã Ryongsan, quận Ryokpo tại thủ đô Bình Nhưỡng của Cộng hòa Dân chủ Nhân dân Triều Tiên. Lăng chứa hài cốt của Đông Minh Vương, người sáng lập nên vương quốc Cao Câu Ly cổ đại vào thời Tam Quốc Triều Tiên. Khu vực xung quanh lăng mộ chứa ít nhất 15 ngôi mộ được cho là của các lãnh chúa chư hầu. Lăng mộ là một phần của Di sản thế giới Quần thể lăng mộ Cao Câu Ly.
Do là nơi yên nghỉ của người sáng lập Cao Câu Ly, một thời kỳ được chính phủ Bắc Triều Tiên quan tâm đặc biệt, các lăng mộ cổ đã được "trùng tu" vào năm 1993, quá trình này đã loại bỏ hoàn toàn các ngôi nhà, kiến trúc và công trình kỉ niệm ban đầu để tạo nên lăng mộ mới bằng cá cẩm thạch trắng. Khu lăng mộ phức hợp cũng có ngôi chùa Chongrŭngsa, nơi tổ chức tang lễ cho các vị vua băng hà. Ngôi chùa được khai quật vào năm 1974, được xây dựng lại nhân dịp kỉ niệm 2.300 năm sinh nhật của Đông Minh Vương.